# Bazoches-sur-Hoëne
Bazoches-sur-Hoëne – miejscowość i gmina we Francji, w regionie Normandia, w departamencie Orne.
Według danych na rok 1990 gminę zamieszkiwało 898 osób, a gęstość zaludnienia wynosiła 42 osoby/km² (wśród 1815 gmin Dolnej Normandii Bazoches-sur-Hoëne plasuje się na 252. miejscu pod względem liczby ludności, natomiast pod względem powierzchni na miejscu 104.).